# Willgottheim
Willgottheim ist eine französische Gemeinde mit 1073 Einwohnern (Stand 1. Januar 2021) im Département Bas-Rhin in der Region Grand Est (bis 2015 Elsass). Willgottheim liegt im Kochersberg zwischen Landersheim und Neugartheim-Ittlenheim. Am 1. Mai 1972 fusionierte Willgottheim mit der Gemeinde Wœllenheim.

## Bevölkerungsentwicklung
| Jahr      | 1962 | 1968 | 1975 | 1982 | 1990 | 1999 | 2007 | 2017 |
| Einwohner | 619  | 622  | 597  | 633  | 602  | 914  | 1090 | 1085 |

|  |  |